# Христос и грешница (Рембрандт)
«Христос и грешница» - картина голландского художника Рембрандта. Она была написана в 1644 году и куплена Национальной галереей в 1824 году.
Рембрандт показывает эпизод встречи Иисуса и грешницы, обвиненной в прелюбодеянии из Евангелия от Иоанна. В этой сцене несколько евреев, в основном писари и фарисеи, пытались поймать Иисуса на попустительстве за непослушание еврейскому закону, зная, что Иисус жалел неправедников. Чтобы сделать это, они нашли женщину, которая была поймана, участвуя в прелюбодеянии. Затем они сказали: «Учитель, эту женщину поймали на акте прелюбодеяния. Теперь в законе Моисей повелел нам забить ее камнями. Что ты скажешь о ней?» Иисус ответил: «Тот, кто из вас без греха, пусть первый бросит в неё камень » (Иоанн. 8: 3-7).
Рембрандт заставил Иисуса казаться выше других фигур и ярче осветил его. В отличие от него, евреи "в темноте" кажутся ниже. Примечательно, что рост Иисуса символизирует его моральное превосходство над теми, кто пытался обмануть его.

## Художественные материалы
Картина была исследована учеными Национальной галереи Лондона. Рембрандт использовал свое обычное ограниченное количество пигментов, таких как охра, киноварь, красные озера, свинцовые белила, свинцово-оловянно-желтый и костяной уголь.